# Lotería Nacional para la Asistencia Pública

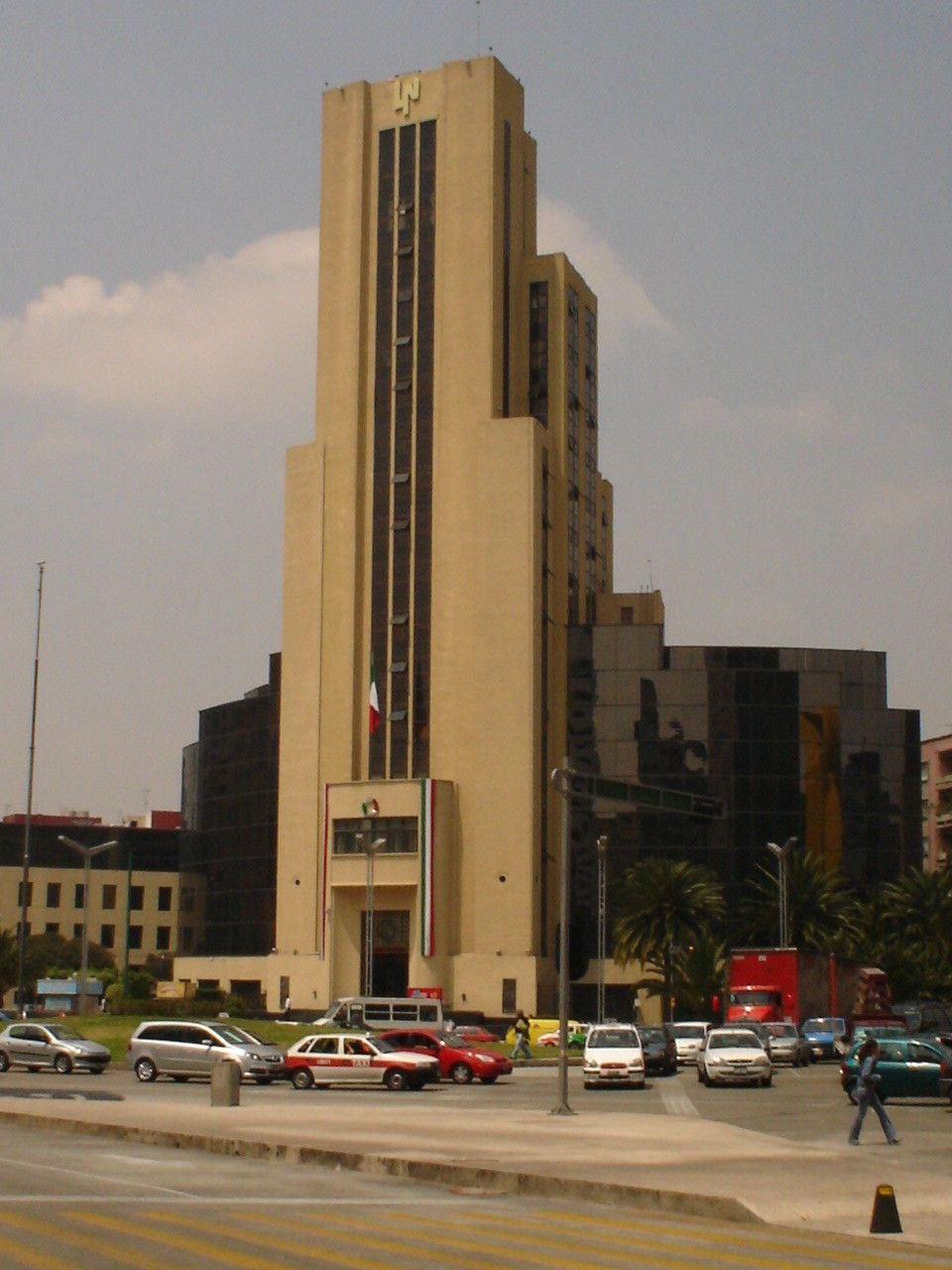
Oficinas Centrales de la Lotería Nacional de México

Lotería Nacional (Lotenal; anteriormente conocida como Lotería Nacional para la Asistencia Pública, S.A.B), es una empresa estatal mexicana operadora de juegos de azar y de apuestas que actúa como el organismo público del Estado encargado de producir, comercializar, publicar y celebrar sorteos, juegos electrónicos y quinielas legales en México.
La Lotería Nacional fue fundada el 7 de agosto de 1770 como la Real Lotería General de la Nueva España, y tiene como objetivo la captación de recursos financieros, a través de la venta de billetes de lotería en diferentes sorteos y esta empresa trabaja para impulsar el proceso de redistribución de una parte considerable de la riqueza, tanto en la generación de empleos, como en la adecuada planeación para la inversión institucional en la entrega de más y mejores premios.
En 2022, se fusionó con Pronósticos Deportivos por decreto con fecha 9 de marzo de 2020 por el que se modifica la denominación del organismo descentralizado Pronósticos para la Asistencia Pública y se reforma el Decreto por el que se crea el organismo descentralizado Pronósticos Deportivos para la Asistencia Pública, publicado el 24 de febrero de 1978. A partir de esto, la Lotería Nacional fusionó sus marcas con las de la otrora Pronósticos.

## Historia
Antecedentes del juego en México
Los juegos más parecidos a los de la actualidad fueron el Totoloque y el Patolli; el primero era de destreza, similar al Tejo; en el segundo, parecido al Juego de la Oca, se mezclaban los poderes de la magia, la adivinación y las creencias, bajo la protección de la diosa Macuilxóchitl. Para los antiguos habitantes de Mesoamérica el juego, además de la religión, también estaban relacionados con la diversión, la suerte y el azar, cuyos mitos y leyendas eran elementos esenciales en las sociedades.
Por su parte, los españoles tenían una larga experiencia en juegos de azar y a su llegada al Nuevo Mundo, trajeron consigo los naipes y los dados con los que mataban las largas horas apostando hasta sus caballos y otros bienes.
Bernal Díaz del Castillo narra las partidas de Totoloque entre Moctezuma y Hernán Cortés en la que cuenta que Pedro de Alvarado, le ayudaba a hacer trampas, anotando en su favor más puntos de los obtenidos.
Pronto los juegos indígenas y españoles se encontraron en el gusto de la población, propiciando nuevas versiones de los juegos del azar.
Real Lotería de Nueva España: el nuevo sistema o sistema mexicano.
Fue Francisco Xavier de Sarría, quien obtuvo la aprobación del rey Carlos III para establecer en la Ciudad de México una Lotería General, a través del “Plan y Reglas para el Establecimiento de la Lotería”. Imagen Plan y Reglas elaborado por Fray Julián de Arriaga, fue expedido el 20 de diciembre de 1769 y dirigido al virrey para su constitución.  
El 7 de agosto de 1770 el Virrey Carlos Francisco de Croix, Virrey de la Nueva España mandó fijar un manifiesto para avisar a los habitantes del establecimiento de una Lotería con absoluta garantía de honorabilidad, tanto en su procedimiento como en la entrega de los premios a través de un sorteo con fondo de un millón de pesos, repartidos en varios premios. Dicho manifiesto, además de anunciar la oportunidad de participar en un juego oficial del Estado, eran un reflejo del “ardiente deseo de extinguir un desorden que tanto corrompe y arruina la mayor parte de sus amados vasallos [del Rey Carlos III] en este vasto Imperio, facilitándole por medio de algún arbitrio que, ofreciéndoles la diversión más honesta y lucrativa, pudiese insinuarse en las inclinaciones, y contener la que hasta aquí han mostrado por aquellos juegos que lo destruyen”. Velasco Ceballos, Romulo, LAS LOTERÍAS, México, Talleres Gráficos de la Nación, 1934.

### El cachito
En principio no se había contemplado dividir el billete, que resultaba caro para que los ciudadanos lo adquirieran, pero sí se permitió su reventa, su compra colectiva, es decir la vaquita y hasta eran susceptibles de alquiler o empeño, así que hubo que fraccionarse el billete, a fin de dar acceso a participar con una menor cantidad de dinero, naciendo así el tradicional cachito que al principio era medios, cuartos y octavos y hoy en día vigésimos, aunque también hubo una época en que se fraccionó en vigesimoquintos. 

### Colonia y Nueva España
En la época borbónica, el rey de España Carlos III y el Virrey Marqués de Croix apoyaron el proyecto de Francisco Xavier de Sarría de crear una lotería basada en las de los reinos de Nápoles e Inglaterra, así como de Holanda, pero con un sistema más lógico, racional y sencillo, el cual por cierto fue adoptado un año después por las loterías europeas, conocido con el nombre de Lotería moderna.
El primer sorteo de la Real Lotería General de la Nueva España se llevó a cabo el 13 de mayo de 1771, y 10 años después, en 1781, el Virrey Martín de Mayorga otorgó la primera aportación para la beneficencia pública, en respuesta a una solicitud de Ambrosio de Llanos y Valdés, director del Hospicio de Pobres, quien reclamó ayuda para dicha institución. El virrey Mayorga decretó que se destinara el 2 por ciento del fondo de la Lotería a dicha institución; posteriormente, se benefició también al Hospicio de San Andrés.
Por su éxito, se hicieron paralelamente muchas otras loterías y rifas en conventos, parroquias y colegios, con el fin de allegarse recursos. Se fundó entonces la Lotería Auxiliar para Obras Públicas, cuyas ganancias fueron destinadas a terminar el Alcázar de Chapultepec y la reedificación del Santuario de la Virgen de Guadalupe, así como al remozamiento de la construcción del paseo de la Verónica (hoy Melchor Ocampo).[cita requerida]

### Independencia
Durante la guerra de la independencia, el virrey Félix María Calleja instituyó, en 1815, dos Loterías Forzosas, una para la capital y otra para el resto del virreinato, y de esta manera recabar fondos para combatir a la insurgencia. Los empleados públicos fueron obligados a comprar billetes de lotería.
Tras la consolidación de la Independencia de México, el efímero emperador Agustín de Iturbide bautizó a la institución con el nombre de Dirección General de Renta de Lotería del Imperio de México.[cita requerida]
En 1842, se publicó un decreto por el que se consignaba la renta de la Lotería a la Academia de Bellas Artes de San Carlos y se le conoció como la Lotería de San Carlos, que utilizó sus ingresos para adquirir importantes obras de arte, dar becas a alumnos de la Academia para estudiar en Europa y traer a México a importantes maestros, entre ellos a Pelegrín Clavé en pintura, Manuel Vilar en escultura, Eugenio Landesio en paisaje y Javier Cavallari en arquitectura; este último, además de instruir a sus alumnos en las órdenes clásicas de la arquitectura, les impartía conocimientos básicos para construir puentes, caminos y vías férreas, pues quería llevar a cabo el proyecto de la construcción del ferrocarril.[cita requerida]
Gracias al éxito económico que se tuvo con esta lotería, también fue posible apoyar otras grandes necesidades urgentes de la población, en una época de invasiones extranjeras y guerras civiles que mantenían al país en una situación de pobreza crónica. todo eso fue gracias a la colaboración de la lotería.[cita requerida]

### Reforma
El presidente Benito Juárez evitó todo tipo de rifas y loterías paralelas a la nuevamente llamada Lotería Nacional, excepto una concesión al gobierno del Estado de México, de octubre de 1870, para financiar con una lotería la construcción de un ferrocarril México-Toluca. En el período juarista la Lotería Nacional por primera vez fue elevada a rango constitucional. A la muerte de Juárez (julio, 1872), el gobierno del presidente Sebastián Lerdo de Tejada otorgó permisos para nuevas loterías con que se beneficiaron la instrucción pública de la Compañía Lancasteriana, una de las casas de asilo para niños pobres y para el Hospital de San Hipólito.

### Porfiriato
Durante el gobierno de Porfirio Díaz, la lotería colaboró con recursos para la edificación del Hospital General, el Manicomio de la Castañeda, el Kiosco Morisco que representó a México en la exposición internacional de San Luis, Misuri en 1904. Este kiosco, por su estructura desarmable de fierro colado, al regresar a México fue colocado en la Alameda Central en donde la lotería celebró sus sorteos hasta 1908, año en el cual fue trasladado a la Alameda de Santa María la Ribera, en donde podemos admirarlo actualmente.[cita requerida]

### México posrevolucionario
El 13 de enero de 1915, Venustiano Carranza, Jefe del Ejército Constitucionalista, suspendió la lotería y fue hasta el 7 de agosto de 1920 que Adolfo de la Huerta la restableció con el nombre de Lotería Nacional para la Beneficencia Pública.
En 1925 dejó su sede en la calle de Donceles y se trasladó a la casa que fuera propiedad de Ignacio de la Torre y Mier, en Plaza de la Reforma N.º 1, y fue ahí donde por primera vez en el país se utilizó un letrero de gas neón.[cita requerida]
En 1934 la institución se mudó a la antigua Tabacalera (casa del Conde Buenavista, hoy Museo Nacional de San Carlos), e inició la construcción de un edificio ex profeso para albergar a la Lotería Nacional. El Edificio El Moro fue el primer edificio que se construyó por medio de un procedimiento de flotación elástica, obra del Ing. José Antonio Cuevas, el cual se inauguró el 28 de noviembre de 1946.[cita requerida]

### La era de la televisión
México se incorporó a la era de la televisión y el 1° de septiembre de 1950 se transmitió la primera señal del canal 4 desde el piso 14 del Edificio El Moro, nombre con el que se le conoce a este inmueble.[cita requerida]
En 1960 las utilidades de la lotería se entregaban a la Secretaría de Salud y por conducto del patronato de Asistencia Pública se canalizaban a diferentes obras asistenciales, de construcción y desayunos escolares.[cita requerida]
En 1968, se inició la construcción del edificio Prisma en Avenida Juárez 101, hermosa y moderna construcción que contribuyó al embellecimiento del entorno urbano de esta histórica plaza, el cual se inauguró en el año de 1970.[cita requerida]
La Lotería Nacional de los 80 respaldó económicamente el plan de asistencia y salud de las clases marginadas de 40 ciudades del país.[cita requerida]

### Sorteo
El 1 de abril de 1984 inició el Sorteo Zodíaco con un premio de 7 millones de pesos en 2 series. Durante este período se construyó el edificio Rosales y la imprenta de Contreras, en respuesta al crecimiento de la institución, y con el propósito de mejorar el cumplimiento de los programas.
El 12 de octubre de 1990, en la ciudad de Santiago de Querétaro, se realizó el Sorteo Iberoamericano con la participación de Argentina, Costa Rica, España, República Dominicana, y México como país sede.[cita requerida]
En 1991 se inauguró el edificio Jalisco como respuesta a las exigencias de modernización.[cita requerida]
Desde octubre de 1988 y hasta noviembre del 2001, la Lotería Nacional para la Asistencia Pública presidió la Corporación Iberoamericana de Loterías y Apuestas de Estado (CIBELAE), y en el mismo 2001 México ocupó un sitio en la mesa directiva de la Asociación Mundial de Loterías (WLA) y se afilió a la North American Association of State and Provincial Lotteries (NASPL).

### Los niños gritones
El Plan y Reglas también contemplaba la presencia de niños para anunciar los números y premios. A finales del siglo XIX, el grupo de niños gritones estaba conformado por los hijos de las familias más acaudaladas de la capital.
En el año 2000, la Lotería presenció una de las transformaciones sin precedente en más de 230 años de historia: asumió la dirección general, Laura Valdez de Rojas, la primera mujer que dirige una empresa relevante del Estado, y acorde a esta política de equidad de género, instituyó el ingreso de niñas al tradicional grupo de Niños Gritones, que durante más de 230 años, había estado reservando a los varones.
El 5 de enero de 2001, fue una fecha histórica para la Lotería Nacional para la Asistencia Pública, pues por primera vez en 231 años, un presidente de la República, Vicente Fox Quesada, encabezó la celebración de un sorteo.[cita requerida]
La Lotería Nacional para la Asistencia Pública formalizó el 12 de octubre de 2001, un Contrato Constitutivo de Fideicomiso con Nacional Financiera, SNC, para administrar e invertir los recursos del patrimonio fideicomitido y destinarlos a los sujetos de apoyo de programas de asistencia pública.[cita requerida]
De enero del 2002 a junio de 2004 el Fideicomiso Público de la Lotería Nacional para la Asistencia Pública entregó 206 millones 220 mil 512 pesos a 87 instituciones de beneficencia, destinados para apoyar 90 proyectos de asistencia social.[cita requerida]

### Proceso de extinción del fideicomiso
En lo referente al Fideicomiso Público de Lotería Nacional para la Asistencia Pública, instancia a través de la cual se entregaron recursos económicos a instituciones de asistencia durante 2002 y 2003, cabe señalar que con fecha 22 de julio de 2004, se suspendió el otorgamiento de recursos, mediante el Acuerdo de su Comité Técnico N° CTF1a./09/04-S y actualmente se encuentra extinto desde el año 2018.[cita requerida]

### Donaciones indirectas a la asistencia pública
Es importante señalar que la Lotería Nacional para la Asistencia Pública no tiene la facultad de otorgar donaciones en forma directa, y por mandato de su Ley Orgánica, en su Artículo Segundo, los recursos excedentes que Lotería Nacional obtiene por la realización de sorteos se deben entregar íntegramente a la Tesorería de la Federación, para que ésta los destine a la asistencia pública.[cita requerida]

## Directores generales
| Director/Gerente General          | Periodo       |
| --------------------------------- | ------------- |
| José Covarrubias Acosta           | 1920 - 1932   |
| Manuel E. Otálora Ruiz de la Peña | 1932 - 1936   |
| Julio Madero González             | 1936 - 1939   |
| Alfonso Priani González Guerra    | 1939 - 1943   |
| Wenceslao Labra García            | 1943 - 1946   |
| Carlos Real Félix                 | 1946 - 1958   |
| Salvador Urbina                   | 1958 - 1961   |
| José María González Urtusuástegui | 1961 - 1964   |
| Rafael Corrales Ayala             | 1964 - 1970   |
| Carlos Argüelles del Razo         | 1970 - 1976   |
| Roberto de la Madrid Romandía     | 1976 - 1977   |
| Luis Barrera González             | 1977 - 1982   |
| Jesús Rodríguez y Rodríguez       | 1982 - 1986   |
| Guillermo Hori Robaina            | 1986- 1988    |
| Ramón Aguirre Velázquez           | 1988 - 1991   |
| Javier García Paniagua            | 1991 - 1993   |
| Manuel Muñoz Alonso               | 1993 - 1994   |
| Emilio Gamboa Patrón              | 1994 - 1995   |
| Carlos Salomón Cámara             | 1995 - 2000   |
| Laura Valdés de Rojas             | 2000 - 2004   |
| Tomás Ruiz González               | 2004 - 2006   |
| Francisco Yáñez Herrera           | 2006 - 2009   |
| Miguel Ángel Jiménez Godínez      | 2009          |
| Benjamin González Roaro           | 2009 - 2013   |
| María Esther Scherman             | 2013 - 2015   |
| Pedro Pablo Treviño Villarreal    | 2015 - 2017   |
| Eugenio Garza Riva Palacio        | 2017 - 2018   |
| Ernesto Prieto Ortega             | 2018 - 2020   |
| Margarita González Saravia        | 2020 - 2023   |
| Marco Antonio Mena Rodríguez      | 2023 - 2025   |
| Olivia Salomón Vibaldo            | 2025 - actual |
| Fuente:                           |               |